# Gen’ichi Koidzumi

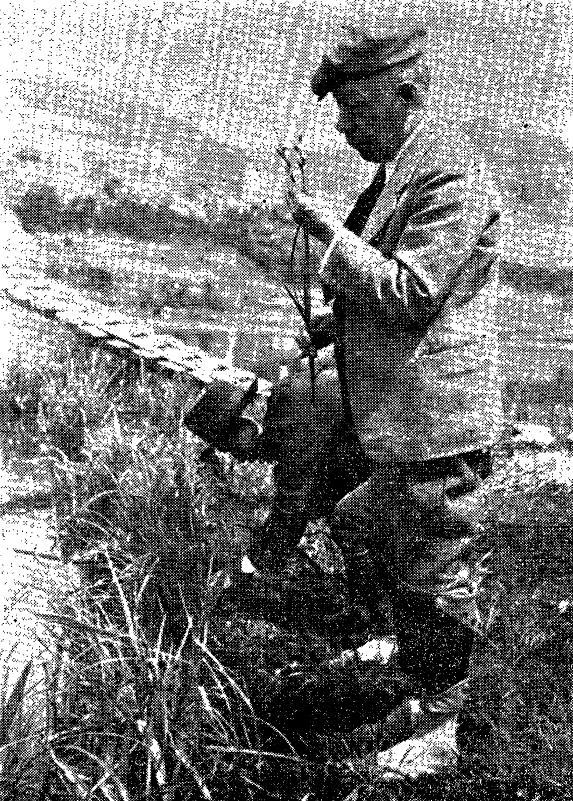
Gen’ichi Koidzumi (vorne, stehend) und Kei Takeuchi (hinten, gebeugt)

Gen’ichi Koidzumi (jap. 小泉 源一, Koizumi Gen’ichi; * 1. November 1883; † 1953), auch Gen’ichi Koizumi oder Gen-Iti Koidzumi transkribiert, war ein japanischer Botaniker. Sein botanisches Autorenkürzel lautet „Koidz.“.
Koidzumi verfasste Schriften zur Phytogeographie sowie Monographien über Rosengewächse (Rosaceae), Ahorngewächse (früher als eigene Pflanzenfamilie Aceraceae angesehen) und die Gattung der Maulbeeren (Morus).

## Schriften
- Florae symbolae orientali-asiaticae (Orig. 東亜植物考察, tōa shokubutsu kōsatsu). 1930.